# Oroszi
Oroszi község Veszprém vármegyében, a Devecseri járásban.

## Fekvése
Pápától délre, a Somlótól keletre, Doba, Noszlop és Borszörcsök közt fekszik. Tulajdonképpen zsáktelepülésnek tekinthető, mert kiépített közúton csak Noszlop déli része felől, a 8402-es útból kiágazó 84 104-es számú mellékúton érhető el. Dobával egy szilárd burkolatú,  keskeny, de jó minőségű önkormányzati út köti össze.

## Története
A kis falut feltehetőleg Szent István korában alapították, első írásos említése 1288-ból származik.  A középkor folyamán parasztok és nemesek lakták, de 1550 után már csak nemesek voltak itt.
A török hódoltság alatt pusztává vált, 1733-ból tudunk ismét itt lakó családokról.  Ekkoriban főleg földműveléssel foglalkoztak a helyiek.
A 19. század elején a határán lévő erdők kiirtásával területe majdnem kétszeresére növekedett, de ez népességgyarapodást nem hozott magával. Az 1880-as években nagyobb területeket vesztett el, amiket Noszlophoz csatoltak. Ennek hatásai miatt a két világháború között sokan kivándoroltak.
A 20. század elején Veszprém vármegye Devecseri járásához tartozott.
1910-ben 514 római katolikus magyar lakosa volt.
A két világháborúban összesen 34 helyi vesztette életét.

## Közélete

### Polgármesterei
- 1990–1994: Katona Mária (független)[3]
- 1994–1998: Berecz László (független)[4]
- 1998–2002: Berecz László (független)[5]
- 2002–2005: Berecz László (független)[6]
- 2006–2006: Dániel Ferenc (független)[7]
- 2006–2010: Dániel Ferenc (független)[8]
- 2010–2014: Dániel Ferenc (független)[9]
- 2014–2019: Dániel Ferenc (független)[10]
- 2019–2024: Mihály Enikő (független)[11]
- 2024– : Mihály Enikő (független)[1]

A településen 2006. február 19-én időközi polgármester-választást tartottak, az előző polgármester halála miatt.

## Népesség
A település népességének változása:
| Lakosok száma | 136  | 128  | 134  | 123  | 127  | 129  | 131  |
|               | 2013 | 2014 | 2015 | 2021 | 2022 | 2023 | 2024 |

A 2011-es népszámlálás során a lakosok 88,5%-a magyarnak, cigány 4,6%-nak, 0,8% németnek, 0,8% románnak, 0,8% lengyelnek mondta magát (11,5% nem nyilatkozott; a kettős identitások miatt a végösszeg nagyobb lehet 100%-nál). A vallási megoszlás a következő volt: római katolikus 74,6%, református 6,9%, evangélikus 0,8%, felekezeten kívüli 3,1% (14,6% nem nyilatkozott).
2022-ben a lakosság 92,1%-a vallotta magát magyarnak, 3,1% németnek, 0,8% cigánynak, 3,9% egyéb, nem hazai nemzetiségűnek (5,5% nem nyilatkozott; a kettős identitások miatt a végösszeg nagyobb lehet 100%-nál). Vallásuk szerint 38,6% volt római katolikus, 6,3% református, 0,8% egyéb keresztény, 1,6% egyéb katolikus, 24,4% felekezeten kívüli (28,3% nem válaszolt).

## Nevezetességei
- Szent Mihály-templom

A barokk templom 1757 körül épült, oldalán napórát láthatunk.
- id. Antall József-szobor

A község híres szülöttjének 2003-ban állítottak mellszobrot.

## Híres emberek
- Itt született 1896. március 28-án id. Antall József politikus, miniszter, Antall József miniszterelnök édesapja.

## Külső hivatkozások
- Oroszi község hivatalos honlapja